# Mezinárodní muzeum baroka
Mezinárodní muzeum baroka (MMB), španělsky: Museo Internacional del Barroco (MIB) je stavba zbudovaná v letech 2014–2016 na okraji městského parku v Puebla, hlavním městě stejnojmenného mexického státu. Autorem architektonického návrhu je japonský architekt Tojoo Itó, nositel Pritzkerovy ceny za rok 2013 a jeho studio Tojoo Itó & Associates. Muzeum bylo slavnostně otevřeno 4. února 2016 guvernérem Rafaelem Moreno Valle Rosasem.

## Popis stavby
Podle tvůrců projektu bylo záměrem vyjádřit sepětí člověka s přírodou vlnící se budovou, která dle jejich slov „prýští ze země jako pramenitá voda a roste k nebi“. Odkazuje na významnou epochu 17. a 18. století, kdy se baroko jako umělecko-kulturní směr rozšířilo po celé Evropě a v jejích koloniích.
urbanistické řešení
Pozemek, na kterém je muzeum postaveno má rozlohu 50 000 m² a od centra města Puebla je vzdálen cca 7 km. Mělká vodní plocha vybudovaná kolem části budovy, napomáhá jejímu začlenění do okolního prostředí městského parku. Před vchodem do muzea se nachází prostorné otevřené náměstí s lavičkami a dočasným parkovištěm pro auta a autobusy.
exteriér
Zhruba čtvercový půdorys dekonstruktivistické budovy tvoří 25 menších, vzájemně pootočených čtverců s oblým půdorysným zakončením. Čtyři vnitřní čtverce jsou vynechány a tento prostor je využit jako atrium s vodní plochou a fontánou. Ta je napájena systémem pro sběr dešťové vody stejně jako okolní jezírko.
Vnější stavbu, založenou na základových pasech, tvoří sendvičová konstrukce z prefabrikovaných panelů z bílého pohledového betonu. Po osazení panelů na místo byla konstrukce zmonolitněna vyplněním mezer mezi panely běžným betonem. Toto konstrukční řešení činí budovu odolnou proti zemětřesení.
interiér
V přízemí, za vstupem do budovy je foyer s pokladnami, šatnou, obchodem se suvenýry a informačním centrem. V prostoru kolem centrálního átria o rozloze 1 800 m² je umístěno 11 výstavních prostorů. Osm z nich je vyhrazeno pro stálou expozici, tematicky rozdělenou na 8 oblastí, ve kterých se projevoval vliv baroka: malířství, sochařství, architektura, hudba, divadlo, literatura, móda a gastronomie. Zbývající 3 místnosti, každá o rozloze 400 m², jsou určeny pro dočasné výstavy s možností jejich propojení do jednoho velkého výstavního prostoru (1 200 m²). Na stejném podlaží je situováno i auditorium s 312 sedadly, které je možno propojit s velkým salonem ve druhém podlaží, kde se konají mezinárodní symposia odborníků. Zde jsou rovněž umístěny prostory kanceláří, výzkumu, restaurátorských dílen, vědecké knihovny a také restaurace s terasou s výhledem na park.
Pro veřejnost je otevřeno od úterý do neděle od 10:00 – 19:00 hod.

## Galerie

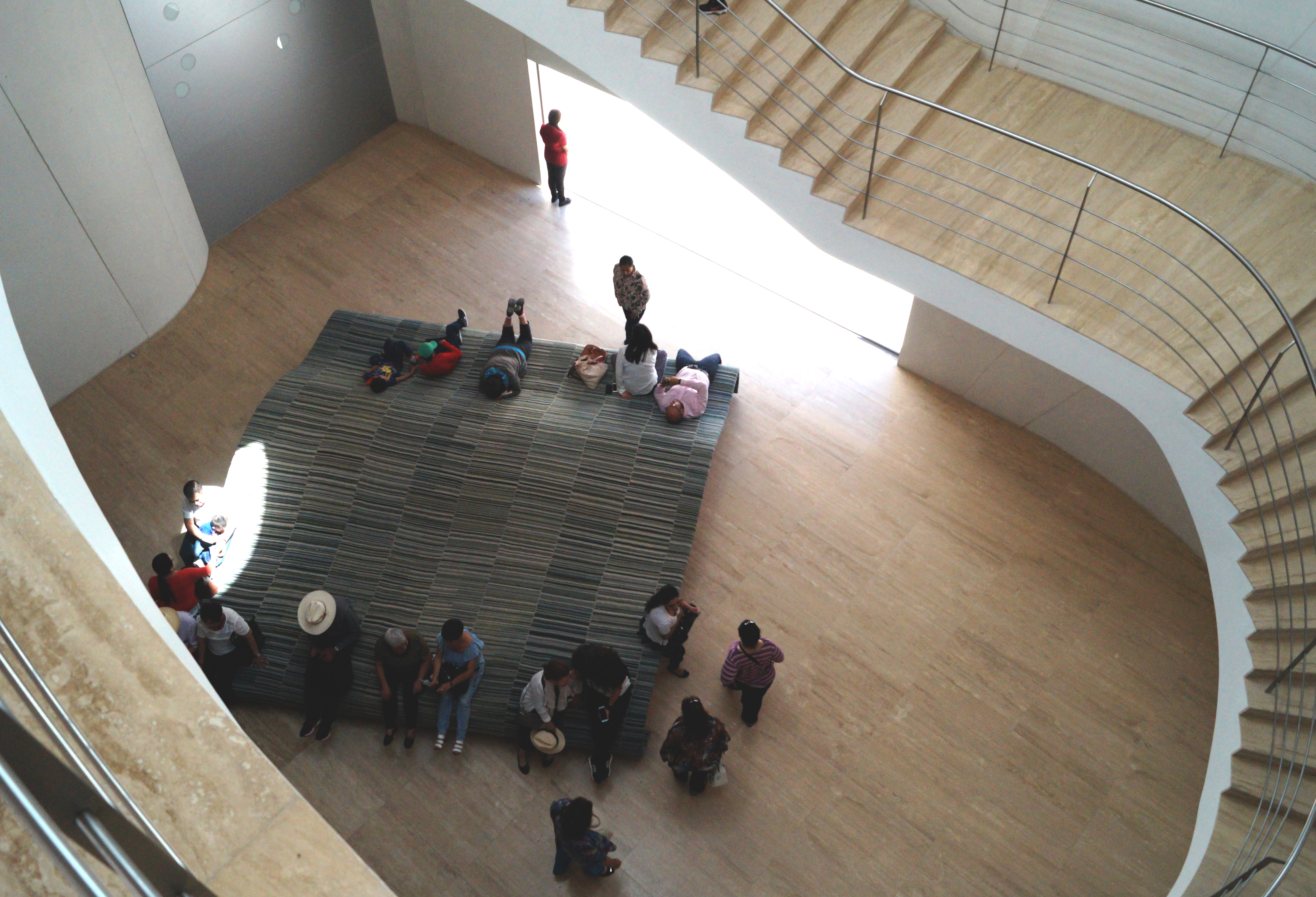
Schodiště
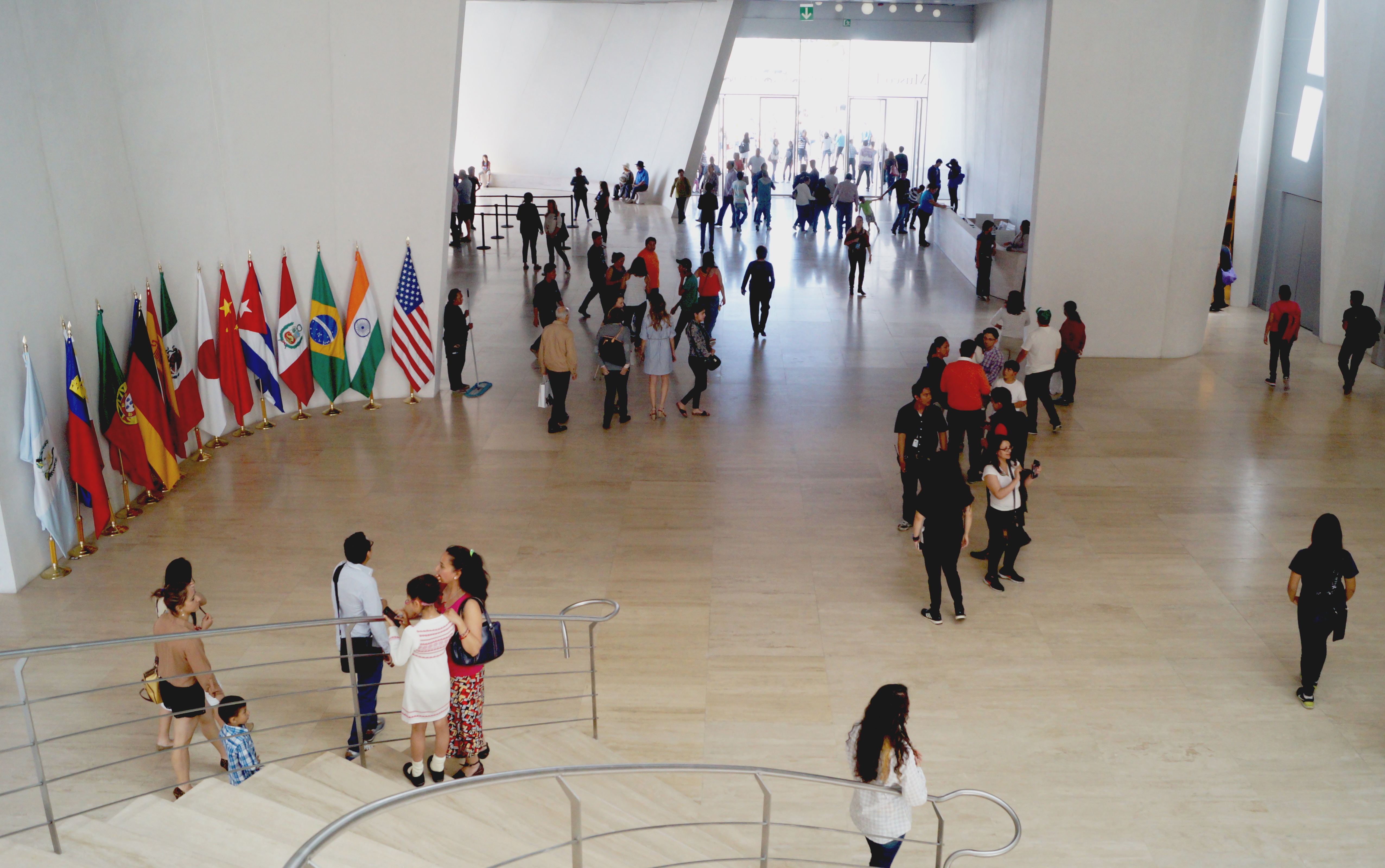
Foyer
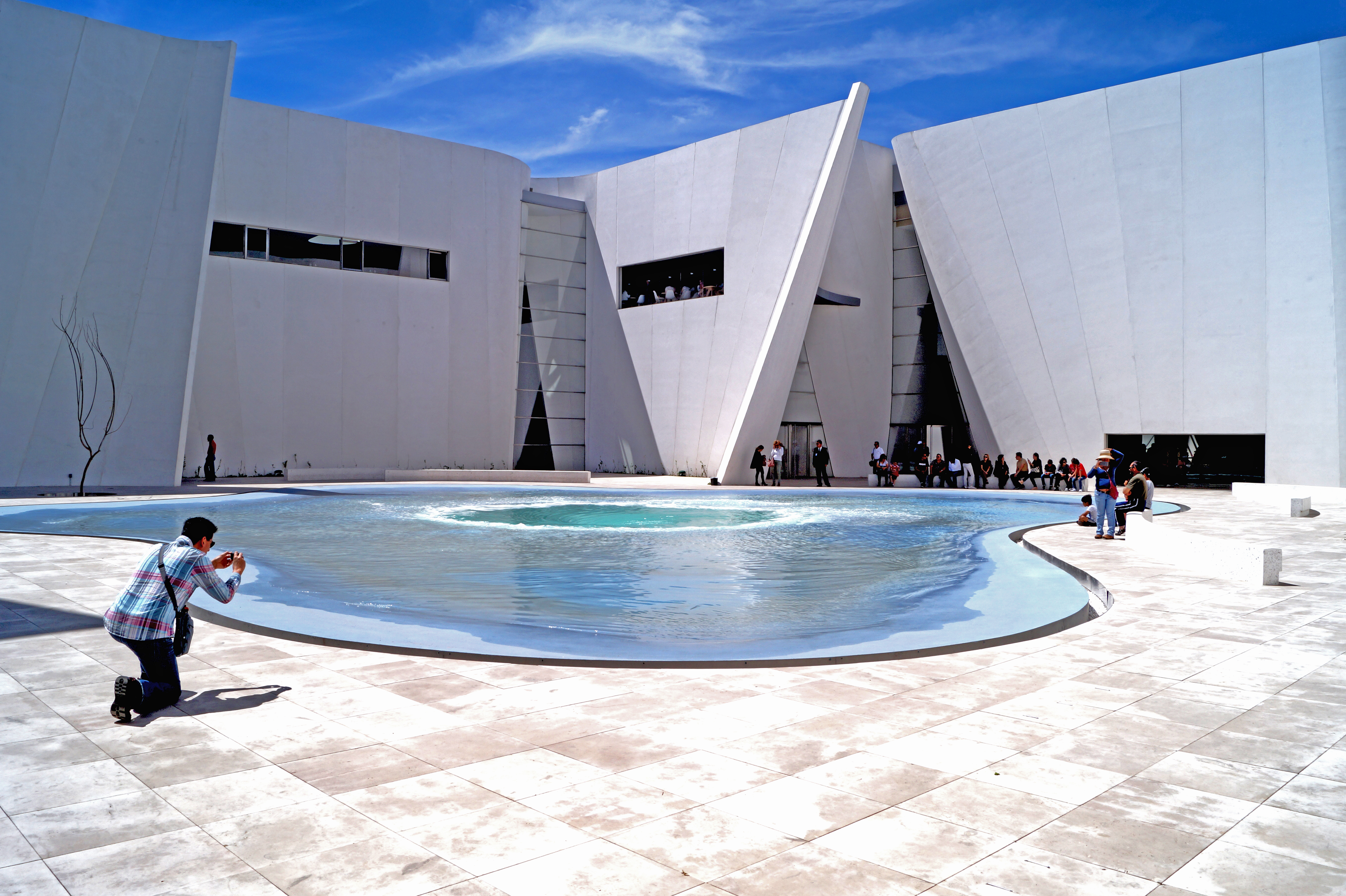
Fontána
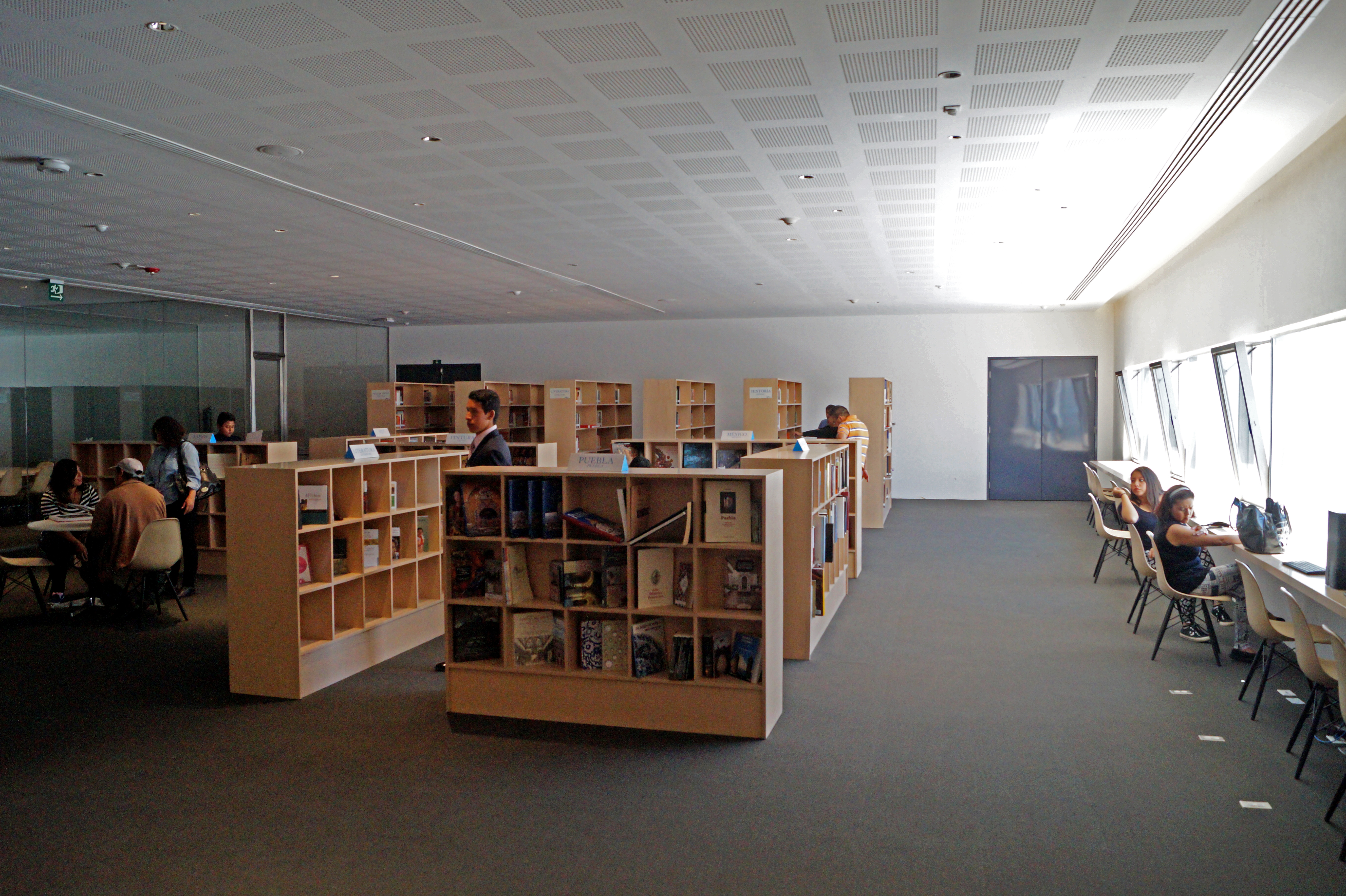
Knihovna
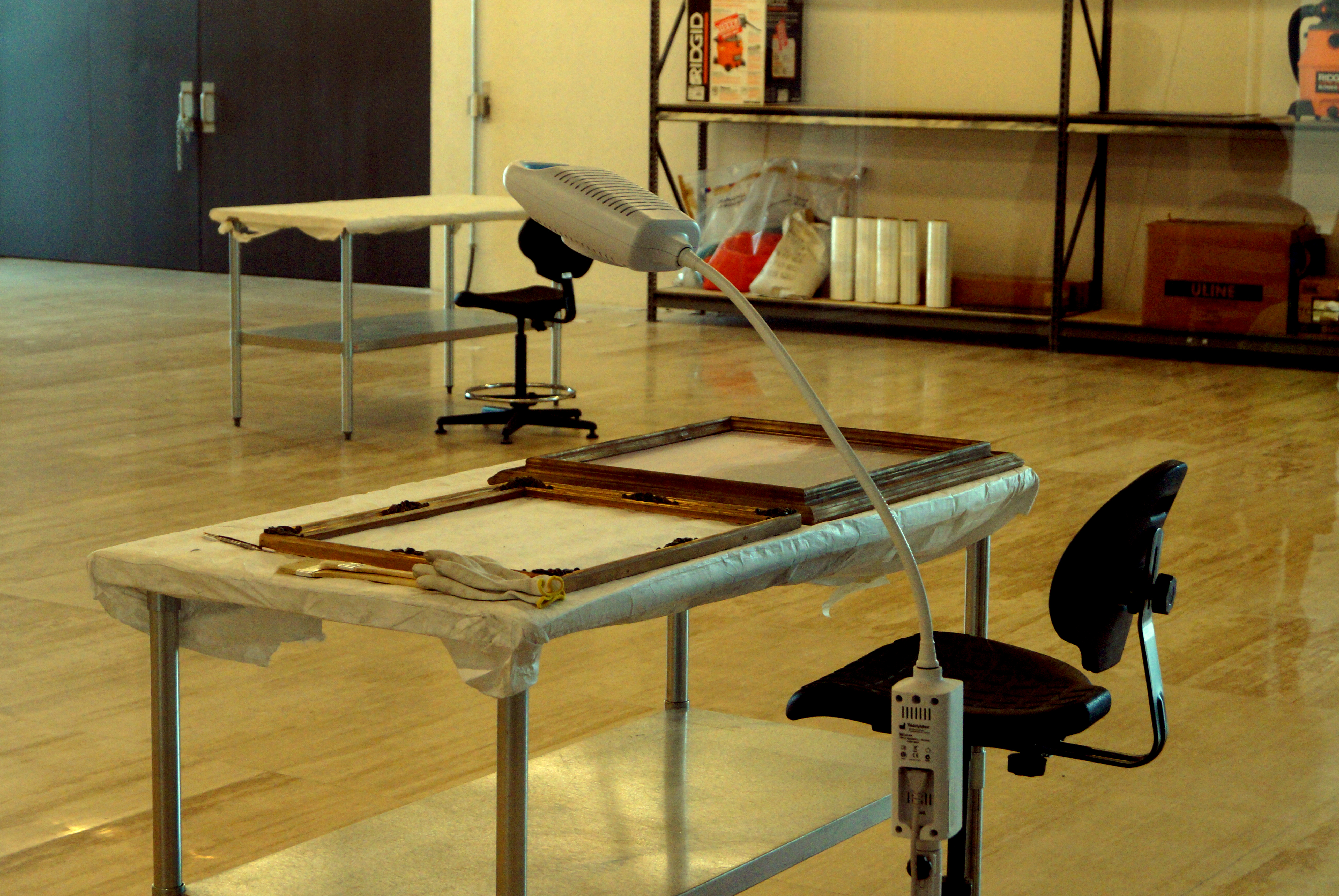
Restaurátorské dílny